# Elmis maugetii
Elmis maugetii är en skalbaggsart som beskrevs av Pierre André Latreille 1798. Elmis maugetii ingår i släktet Elmis, och familjen bäckbaggar. Arten har ej påträffats i Sverige.